# Nico Rosberg
Nico Erik Rosberg (Wiesbaden, Alemania; 27 de junio de 1985) es un expiloto de automovilismo alemán de origen finlandés. En Fórmula 1 compitió para las escuderías Williams y Mercedes bajo la bandera alemana. Fue campeón del Campeonato Mundial de Fórmula 1 en 2016, y subcampeón en 2014 y 2015 con Mercedes, donde tuvo sus mejores actuaciones hasta su retiro logrando ganar 23 Grandes Premios, 54 podios, y alcanzando 30 pole position.
Su padre fue campeón de Fórmula 1 en 1982, el finlandés Keke Rosberg, y su madre alemana, por lo que tiene doble nacionalidad y durante sus primeros años compitió bajo la bandera finlandesa. Es un reconocido políglota y puede hablar cinco lenguas distintas, aunque no domina la lengua materna de su padre, el finés.
Ganó la Fórmula BMW ADAC en su primera temporada completa en monoplazas en 2002, y la temporada inaugural de GP2 Series con el equipo ART Grand Prix en 2005, anteriormente había competido en la Fórmula 3 Euroseries con el equipo de su padre, Team Rosberg. Debutó en Fórmula 1 en la temporada 2006 con el equipo Williams, tras ser piloto de pruebas el año anterior, mismo equipo con el que su padre ganó el campeonato mundial en 1982. Tras competir cuatro años para el equipo británico, en 2010 firmó contrato para competir con el nuevo equipo de Mercedes, luego de que los alemanes compraran al equipo campeón de 2009, Brawn GP.
Durante ese período de dominio de Mercedes, Rosberg tuvo una feroz rivalidad con su compañero de equipo Lewis Hamilton, terminando segundo en el Campeonato de Pilotos en 2014 y 2015.
En 2016, durante un intenso duelo contra su compañero de equipo, el cual duró hasta la última carrera de la temporada en Abu Dabi, logró convertirse en campeón del mundo emulando a su padre Keke Rosberg, y de paso, convirtiéndose ambos en la segunda pareja de padre e hijo en lograr convertirse en campeones del mundo, junto a los británicos Graham y Damon Hill (1962 y 1968 y 1996 respectivamente). El 2 de diciembre de 2016, solo cinco días después de convertirse en campeón del mundo, Rosberg anunció su retirada del deporte motor.
En la actualidad, sigue relacionado con Mercedes como embajador de la marca alemana.

## Vida personal

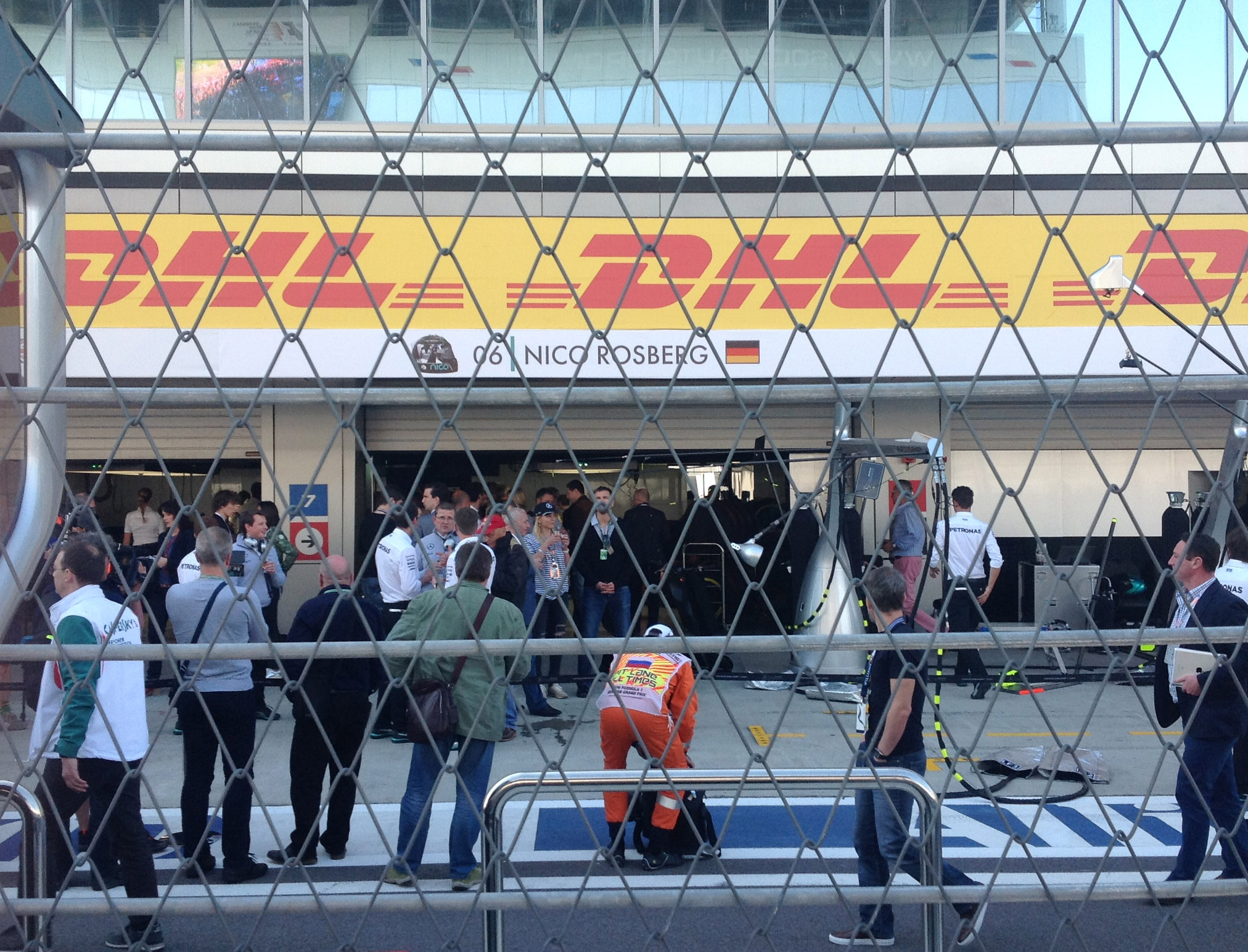
Box de Nico Rosberg en el Autódromo de Sochi durante el Gran Premio de Rusia de 2016.

Nació en Wiesbaden, capital del estado federado alemán de Hesse y es hijo de Keke Rosberg, campeón del mundo de Fórmula 1 de 1982. Su madre, Sina Rosberg, es alemana. Durante su infancia pasó la mayor parte del tiempo viviendo en Mónaco con su familia en donde aún es residente, también es políglota pues aparte de su lengua nativa, la cual es la alemana, también puede hablar otros idiomas con fluidez como el inglés, francés, italiano y español. Su padre decidió no enseñarle finés, prefiriendo que se concentrara en otras lenguas que serían más importantes para su vida y su carrera como piloto profesional.
Tiene doble nacionalidad: alemana y finlandesa. Ha competido bajo ambas banderas en distintos puntos en su carrera. La FIA no permite competir bajo dos banderas diferentes de forma simultánea en ninguno de sus campeonatos mundiales, por lo que Rosberg se vio en la obligación de elegir bajo que bandera iba a competir al llegar a la Fórmula 1, eligiendo la bandera alemana.
Es apodado «Britney» debido a su distintivo pelo rubio en sus primeros años en la F1, llegando a ser comparado con la cantante estadounidense Britney Spears. En 2010, mientras se encontraba en un hotel de Dubái, sus amigos le gastaron una broma pegando una foto de la cantante en su pasaporte.
El 11 de junio de 2014, contrajo matrimonio con su amiga de la infancia y prometida, Vivian Sibold. Ambos tienen una hija: Alaïa Rosberg, que nació el 30 de agosto de 2015. En 2017, su esposa dio a luz a otra hija, llamada Naila.

## Trayectoria

### Karting

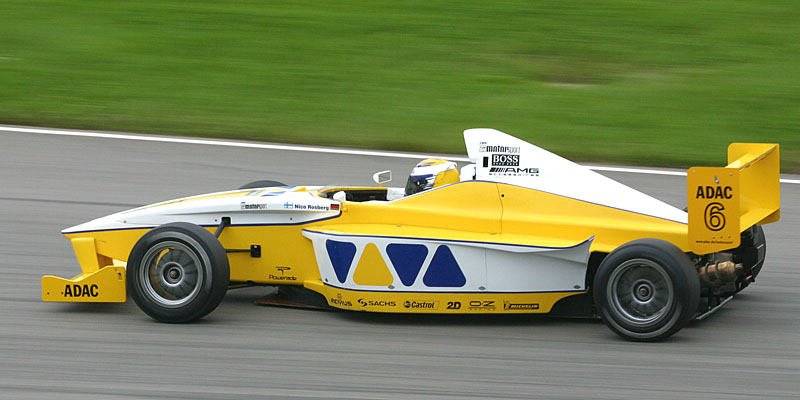
Nico Rosberg en Fórmula BMW ADAC en 2002.

En 1992, Rosberg se subió a un kart por primera vez a los seis años. Pese a ser naturales de Alemania, la familia Rosberg estaba afincada en Mónaco, por lo que Nico daría sus primeros pasos como piloto en las competiciones del sur de Francia. En 1996 se proclamó campeón de la liga Côte d'Azur en la categoría de diez a doce años. Al año siguiente, ganó el campeonato francés de la misma categoría. En 1999 sus actuaciones le dan la oportunidad de ponerse a los mandos de un Fórmula A para disputar el campeonato de Europa, en el que logra la segunda posición y un asiento para el campeonato mundial de la misma categoría. En 2000, Rosberg fue compañero de equipo de Lewis Hamilton.

### Campeón en Fórmula BMW ADAC
Para la temporada de 2002 en Fórmula BMW, Nico Rosberg corre con el equipo Viva Racing de su padre.
En dicha temporada logra hacerse fácilmente con el campeonato de la serie con un total de nueve victorias, trece podios y consigue sumar en 16 de las 20 carreras disputadas en dicha temporada, para alcanzar de 264 puntos en total, 81 puntos más que el segundo lugar Maximilian Götz quien en la temporada siguiente fue campeón de la serie. Rosberg compitió en dicha categoría bajo los colores de la bandera de Finlandia, país natal de su padre Keke Rosberg. A finales de año probó con Williams, siendo el piloto más joven en subirse a un Fórmula 1.
En 2005 y habiendo recibido una oferta de la Escuela Imperial de Londres (Imperial College London), Rosberg decidió declinar la oferta para unirse al equipo ART en la recién formada categoría GP2. Esa temporada Rosberg terminó coronándose como el primer campeón de dicha serie.

### Campeón de la GP2 Series
En 2003 y 2004, Rosberg participa en las Fórmula 3 Euroseries. En su primera temporada logra una victoria y el octavo puesto general; al año siguiente ganó tres carreras, consiguiendo la cuarta posición en el campeonato.
Luego de una estadía de dos temporadas en la Fórmula 3 Euroseries, Nico Rosberg decide dar el salto a la recién creada categoría GP2 Series, a partir de la Fórmula 3000 como plataforma principal de los jóvenes talentos para dar el salto a la Fórmula 1.
Rosberg es fichado por el equipo ART Grand Prix, con el cual participa en las 23 carreras programadas de la temporada inaugural de la categoría. Luego de un inicio de temporada no muy prometedor, en el cual solo había logrado un punto, desencadena una racha de doce carreras seguidas en la zona de puntos, durante la cual ganó tres carreras, visitando el podio en seis ocasiones y consiguiendo dos Pole para cerrar aún más la pelea por el campeonato de la serie con el piloto finlandés Heikki Kovalainen.
Durante la parte final de la temporada, Rosberg logra cinco podios en seis carreras, ganando las dos últimas carreras de la temporada en Baréin para sellar el campeonato de la GP2 Series de 2005 sobre Heikki Kovalainen.
Al final de temporada, Nico Rosberg llegó a puntuar en veinte de las veintitrés carreras de la temporada, consiguiendo doce podios con cinco victorias y cuatro Pole, para un total de 120 puntos, los cuales aún permanecen como los totales más altos jamás alcanzados en la historia de dicha categoría. Además, durante la temporada 2005 fue también probador del equipo Williams.

### Fórmula 1

#### Años en Williams

##### 2006: Debut en Williams

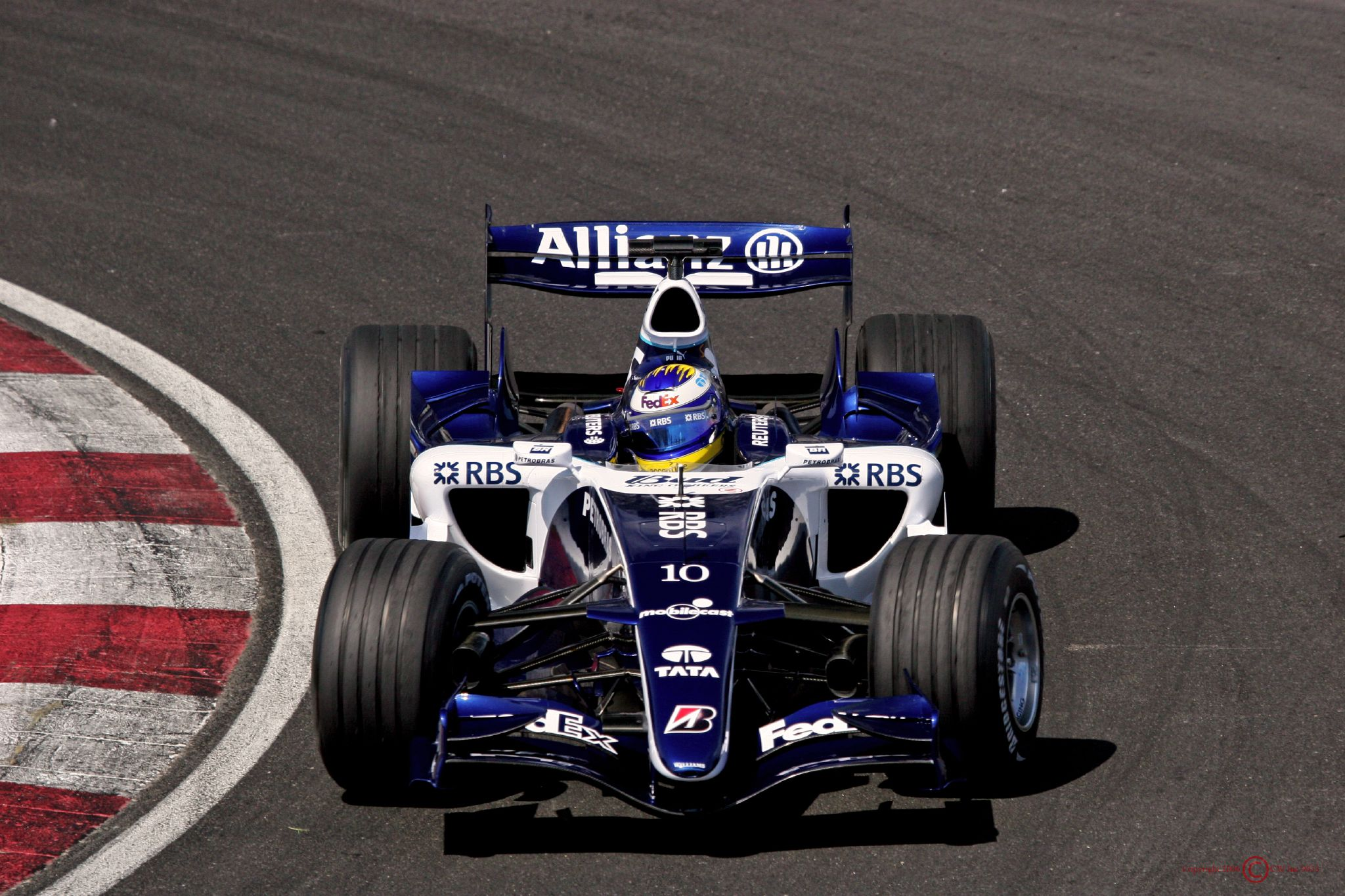
Rosberg durante el Gran Premio de Canadá de 2006, donde no pudo acabar la carrera.

Después de ganar en el campeonato inaugural de la GP2 Series en 2005, Nico Rosberg es fichado por el equipo Williams de Fórmula 1 como piloto oficial para 2006, del cual fue probador durante gran parte de la temporada de 2005.
En su año de debut, Rosberg tuvo como compañero al piloto australiano Mark Webber, quien venía de encarar su primera temporada en el equipo, aunque asociado con BMW por aquel entonces.
Algo ansioso por crear una buena impresión en el GP de Baréin, Rosberg comete algunos errores y solo logra clasificarse 12.º en su primera carrera de debut, partiendo justo detrás del campeón de 1997 Jacques Villeneuve. En la salida, Rosberg logra ganar una posición pero se toca con el BMW Sauber de Nick Heidfeld, rompiendo su alerón y forzándolo a entrar a boxes. El equipo Williams cambia su estrategia, pasando a una stint bastante largo, y Nico logra terminar en la zona de puntos logrando dos excelentes adelantamientos a Christian Klien y David Coulthard, ambos pilotos de Red Bull. Rosberg terminó en un séptimo puesto, justo detrás de su compañero de equipo Mark Webber; y de paso, firmó la vuelta rápida, consiguiendo ser el piloto más joven en lograr una vuelta rápida en la Fórmula 1, consiguiendo el récord con 20 años y 258 días. Posteriormente, en el año 2016, el piloto neerlandés Max Verstappen le arrebató el récord consiguiendo la vuelta más rápida con 19 años y 44 días, en el Gran Premio de Brasil de 2016. Este espectacular debut disparó los rumores que le situaban en McLaren.
Para su segunda carrera de la temporada, en el Gran Premio de Malasia, Rosberg logra clasificarse en un excelente tercer puesto, superando a su compañero Mark Webber y a pilotos como Fernando Alonso y Michael Schumacher. Sin embargo, en carrera el motor Cosworth de su Williams se rompe y le priva de pelear por un puesto en el podio.
En el Gran Premio de los Estados Unidos, Rosberg fue penalizado por ignorar una señalización en la sesión clasificatoria, en la cual se le indicaba que debía ingresar al garaje de la FIA para el pesaje de su coche. Debido a esto, la FIA dio de baja todos los tiempos de Rosberg, obligándolo a partir desde la 22.ª posición de la parrilla. Después del retiro de 12 pilotos por fallos y accidentes, finaliza en 9.ª posición.
Durante el resto del año, el rendimiento de Nico estuvo siempre condicionado a la baja competitividad y la poca fiabilidad de su FW28, que le obligó a abandonar en ocho ocasiones de dieciocho carreras. Al final, Rosberg solo pudo sumar cuatro puntos, terminando décimo séptimo en la general de pilotos; pero dejando un buen sabor de boca y siendo confirmado para el año siguiente.

##### 2007

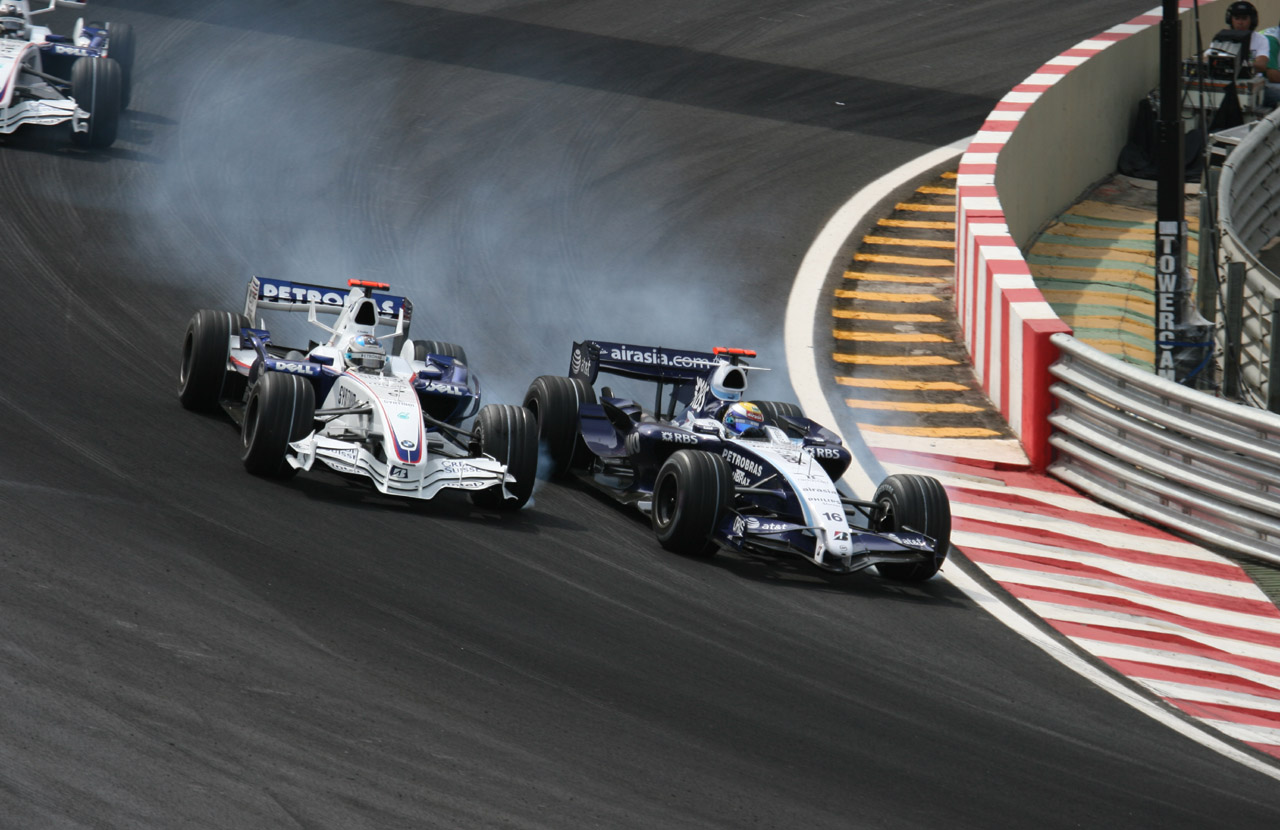
Rosberg adelanta a Robert Kubica durante el Gran Premio de Brasil, en el que fue 4.º.

Para la temporada de 2007, dado que el equipo Williams no había sido competitivo, decidió romper su contrato con el fabricante de motores Cosworth debido al bajo nivel de calidad que presentaron sus propulsores, anunciando así su asociación con Toyota. El equipo Williams acogería al protegido de Toyota Kazuki Nakajima como piloto probador.
Williams fichó al experimentado piloto austriaco Alexander Wurz para ser el compañero de Rosberg, ya que Mark Webber se incorporó a Red Bull Racing.
Inicialmente, el FW29 motorizado por Toyota había mostrado cierto potencial en las pruebas de pretemporada, aunque Rosberg se mostró bastante realista al decir que "En la Fórmula 1 normalmente no puedes dar un salto hacia delante en la parrilla de un año para otro".
Rosberg logró sumar puntos en siete de diecisiete carreras en la temporada, aunque algunas situaciones ajenas le privaron de sumar una buena cantidad de puntos, como fue el caso del coche de seguridad en el Gran Premio de Canadá, donde Nico fue penalizado por repostar con el auto de seguridad en pista. Otro caso fue la rotura de motor durante el Gran Premio de Estados Unidos en Indianápolis, cuando a unas cuantas vueltas del final Rosberg estaba sexto. También sufrió un fallo hidráulico durante el Gran Premio de Malasia, cuando marchaba séptimo.
Al final de la temporada, Rosberg firmó su mejor resultado en la máxima categoría con un excelente cuarto lugar en el Gran Premio de Brasil, pero lo asombroso del cuarto puesto es que en el proceso adelantó a los BMW Sauber de Nick Heidfeld y Robert Kubica, en una maniobra que fue considerada por muchos como una de las mejores de la temporada.
Al final de la temporada 2007, Nico terminó con veinte puntos, quedando así noveno en la clasificación de pilotos. Estuvo cerca de poder fichar por McLaren para el año siguiente, pero la operación no se consumó y Rosberg continuó en el equipo Williams.

##### 2008: Primer Podio

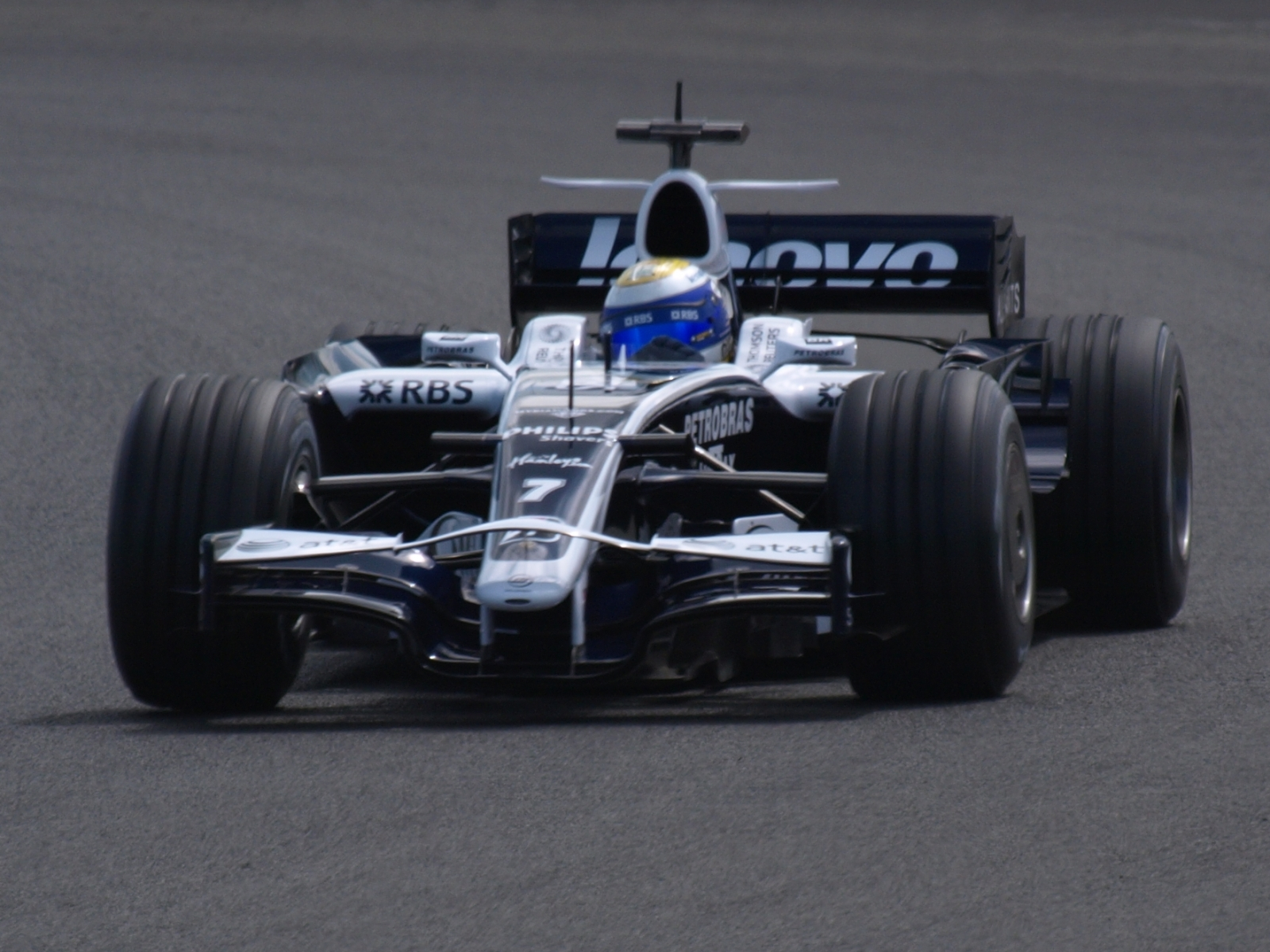
Rosberg durante una sesión de entrenamientos libres con el FW30.

La temporada 2008 fue bastante prometedora para Nico Rosberg desde los entrenamientos de pretemporada, pues el equipo pensó que había logrado avanzar bastante con el nuevo diseño del FW30, el cual mostró un excelente rendimiento durante las pruebas en Jerez de la Frontera y Barcelona.
En el Gran Premio de Australia dio inicio a una temporada de altos y bajos para Nico Rosberg, quien nuevamente veía cómo cambian a su compañero, en esta ocasión por el protegido de Toyota Kazuki Nakajima.
Durante la carrera, en la cual Rosberg se clasificó séptimo detrás de Jarno Trulli de Toyota y Nick Heidfeld de BMW Sauber, logró adelantar a ambos luego de una relampagueante salida que le llevó hasta el cuarto lugar después de un trompo de Felipe Massa de Ferrari en la primera curva.
Tras una serie de acontecimientos y coches de seguridad en una carrera bastante agitada, Rosberg consigue firmar su primer podio en la Fórmula 1 con un tercer lugar por detrás de Lewis Hamilton y Nick Heidfeld, siendo de paso el mejor resultado de su carrera en la Fórmula 1 hasta ese momento y su primera visita al podio desde que lo hiciera por última vez en Baréin de 2005 cuando corría para ART Grand Prix en la GP2. También fue la primera vez que dos campeones de la GP2 coincidían en el podio de la F1.
Después del excelente rendimiento mostrado por Rosberg y su FW30 en Australia, las carencias del monoplaza comenzaron a hacerse evidentes cuando en el Gran Premio de Malasia se clasifica en la decimosexta plaza de la grilla de salida, siendo un enorme bajón en las prestaciones del coche.
Para el Gran Premio de Baréin, el FW30 se notaba mucho más acomodado a las características del circuito y le permite a Nico Rosberg clasificarse en el cuarto lugar para la parrilla de salida de la carrera, aunque nuevamente las carencias del auto sólo le permitieron anotarse un punto.
El resto de la temporada se caracterizó básicamente por lo mismo, viendo a Rosberg sumando en solo cinco carreras en todo el año y terminando el campeonato con 17 puntos, tres menos que la temporada anterior. No obstante, se vio bastante cerca de la victoria cuando, luego de una serie de incidentes que involucraron el coche de seguridad durante el Gran Premio de Singapur, firmó su mejor resultado hasta ese momento en la F1 con un segundo puesto en su carrera número 50 en la máxima categoría, a pesar de sufrir una penalización de diez segundos por repostar con el coche de seguridad en pista.

##### 2009: Último año en Williams

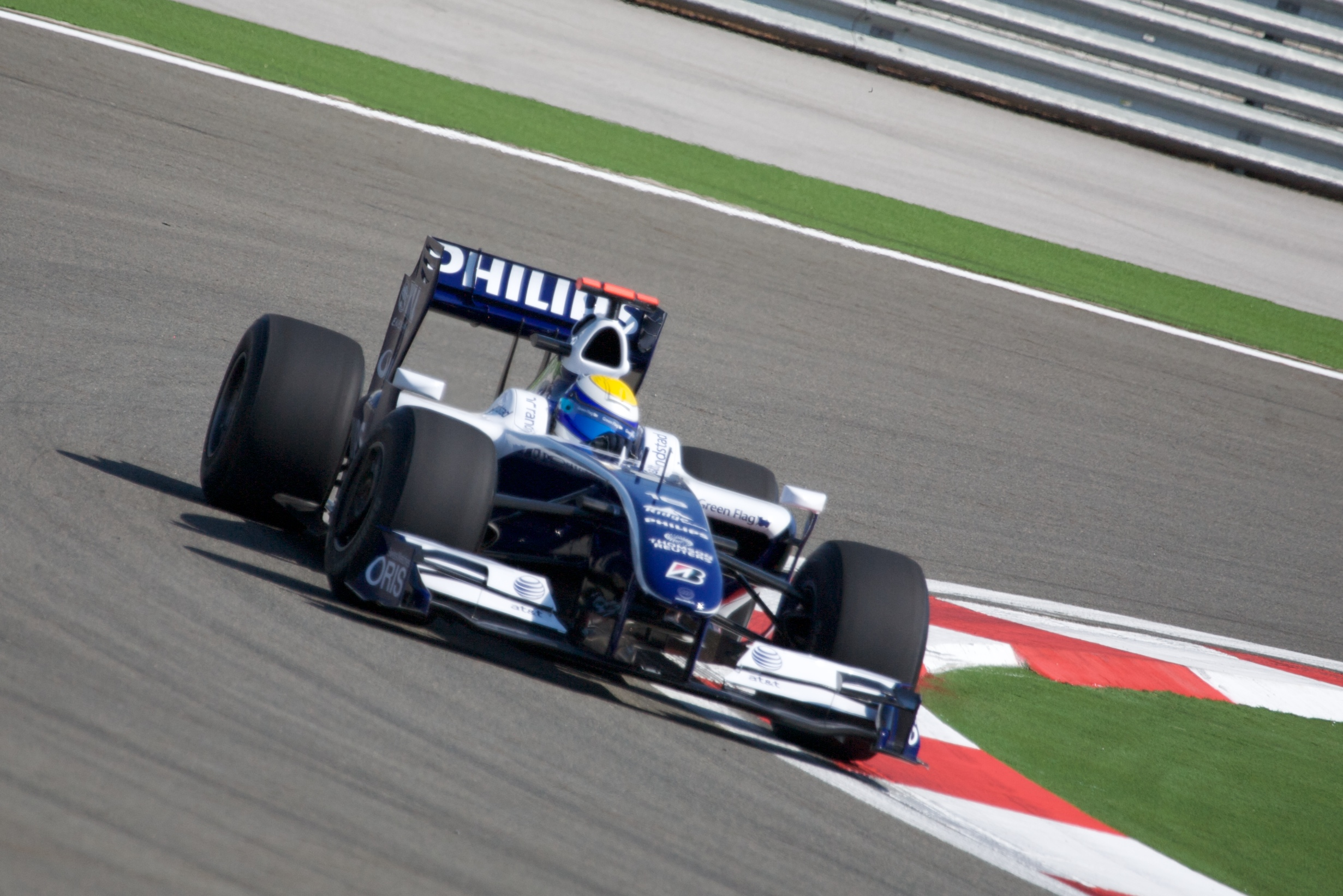
Nico Rosberg durante el Gran Premio de Turquía de 2009.

Tras la temporada 2008 de Fórmula 1, en la que el equipo Williams F1 y Rosberg brillaron por la falta de competitividad de su FW30, Rosberg dijo públicamente que si el equipo no reaccionaba para la Temporada 2009 de Fórmula 1, se marcharía del equipo.
La temporada dio inicio con polémicas que envolvían al equipo Williams F1, así como a Toyota y al equipo formado a partir de Honda, Brawn GP, debido al diseño revolucionario e ingenioso de su difusor, el cual fue reportado por Adrian Newey de Red Bull Racing, como una parte aerodinámica que proporcionaba más de un segundo por vuelta.
El FW31 se mostró competitivo durante las primeras dos carreras de la temporada, incluso Rosberg fue capaz de clasificarse cuarto en el Gran Premio de Malasia, en donde luego de la primera curva era líder de la carrera. Justo después el clima empeoró y la carrera tuvo que ser detenida por falta de visibilidad, con Rosberg en el octavo lugar.
A pesar del potencial del auto, Rosberg no había podido capitalizar en pista debido a varios errores estratégicos de Williams desde la pared de boxes que perjudicaron al alemán. Para el Gran Premio de España, Rosberg inició una racha de ocho carreras seguidas logrando sumar puntos para su equipo, firmando grandes actuaciones como un adelantamiento al extremo en Mónaco sobre Felipe Massa, de la Scuderia Ferrari, y una remontada colosal en Alemania, de donde partió décimo quinto para llegar en el cuarto lugar.
Durante el Gran Premio de Singapur, firmó su mejor resultado de clasificación en dicha temporada con un tercer puesto, acompañando al inglés Lewis Hamilton y a su compatriota Sebastian Vettel. Durante la salida, logra adelantar a Vettel y mantenerse en el mismo ritmo del inglés de McLaren, pero en su primera detención en boxes comete un error al salir por la calle de boxes, lo cual le valió ser penalizado con un “drive through”.
Luego su carrera se complicó con la salida del auto de seguridad, lo cual le retrasó y propició que terminara la carrera en la decimoprimera plaza general, finalizando así con un fin de semana que parecía bastante prometedor.
El rendimiento de su WilliamsF1 se vio comprometido por el enfoque del equipo en el auto de la Temporada 2010 de Fórmula 1, bajando notablemente su rendimiento, aunque a pesar de ello Rosberg logró firmar un excelente quinto puesto en el Gran Premio de Japón celebrado en el legendario circuito de Suzuka tras haberse clasificado en el decimoprimer lugar.
Al final de la temporada Rosberg sumaba 34.5 puntos, siendo todos estos puntos sumados por WilliamsF1 en la temporada, pues su compañero de equipo, Kazuki Nakajima, no logró puntuar ni una sola vez.

#### Mercedes

##### 2010
El 29 de octubre de 2009, mientras aún corría para el equipo Williams, Rosberg anunció a la prensa que dejaría el equipo al finalizar la temporada de 2009, poniendo así fin a una relación de cuatro años con el equipo de Sir Frank Williams. Rosberg afirmó que “Williams realmente ha apoyado mi carrera durante todos estos años y me gustaría darle un gran agradecimiento a todos ellos. Sin embargo, no estoy seguro de que puedan ganar carreras en este momento, algo me gustaría".
El 16 de noviembre de 2009, el equipo campeón Brawn GP fue comprado por el gigante constructor alemán Mercedes-Benz y renombrado inmediatamente como Mercedes Grand Prix, disparando los rumores sobre un posible fichaje de Nico por la nueva escudería. No fue hasta el 23 de noviembre de 2009 cuando Rosberg fue anunciado oficialmente como el primer fichaje del equipo Mercedes para la temporada de 2010.
Justamente un mes después, el 23 de diciembre de 2009, el equipo Mercedes Grand Prix anunció el fichaje y la vuelta a competición del siete veces campeón del mundo de Fórmula 1 Michael Schumacher. Rosberg cedió su número a Schumacher a petición de este, debido a que Schumacher es supersticioso y prefería el número impar de Nico (el 3 en vez del 4).

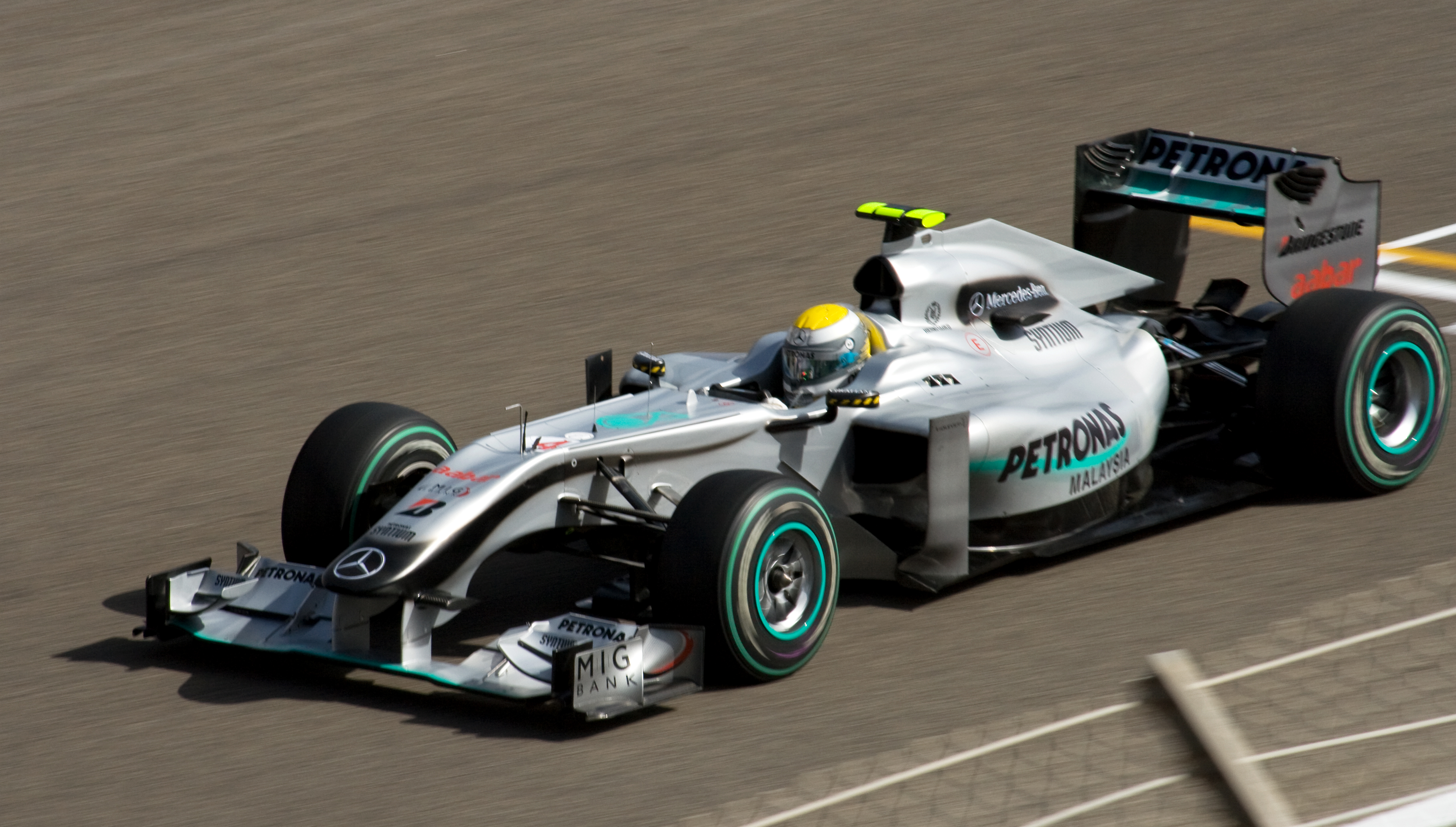
Nico Rosberg en el Gran Premio de Baréin de 2010.

En su carrera de debut con Mercedes, Nico Rosberg logró clasificarse en el quinto puesto para la parrilla de salida para el Gran Premio de Baréin de 2010, superando a su compañero del equipo Michael Schumacher; y en la carrera Rosberg avanzó una posición, adelantando a Lewis Hamilton en la primera vuelta, aunque luego perdió la posición durante las paradas en boxes. Al final de la carrera, terminó en el quinto puesto, por delante de su compañero de equipo. En la segunda carrera de la temporada, en Melbourne, Nico volvió a clasificarse por delante de Michael Schumacher, logrando un sexto puesto en la parrilla de salida. Ya para la carrera, Rosberg consiguió recuperarse de una mala salida y acabó avanzando así al quinto puesto luego de la primera vuelta, donde acabaría el GP.

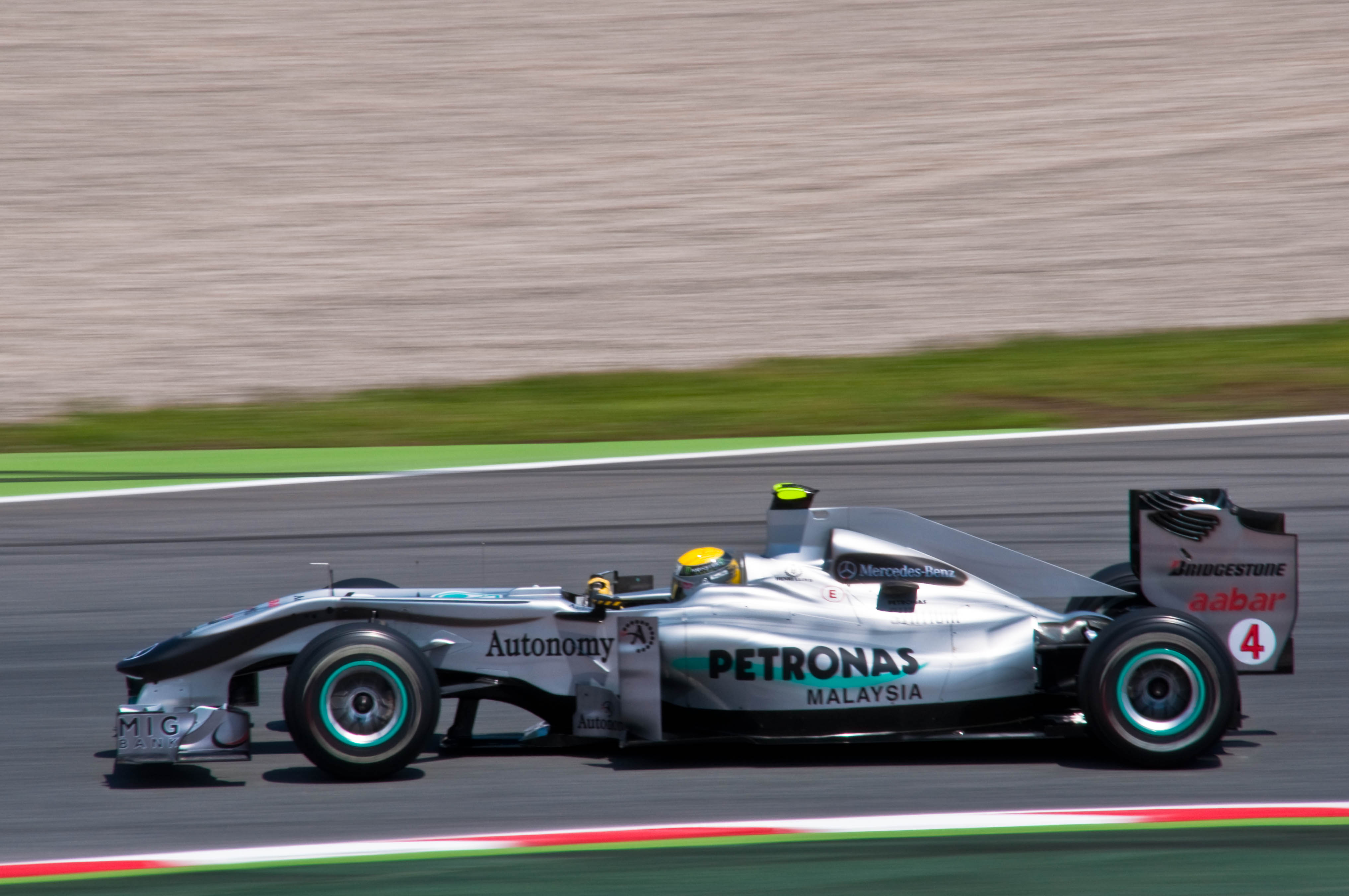
Rosberg pilotando su Mercedes MGP W01.

En Sepang, Nico Rosberg logró su mejor registro clasificatorio con un excelente segundo puesto bajo una lluvia torrencial en Sepang, siendo únicamente superado por su excompañero de equipo Mark Webber de Red Bull, pero una vez más superando a su compañero de equipo Michael Schumacher. Para la carrera, todo transcurrió con una relativa tranquilidad, pues la lluvia no hizo acto de presencia. En la salida, Rosberg fue superado por Sebastian Vettel. De ahí en adelante, la carrera de Nico fue conservadora, pues su Mercedes MGP W01 no tenía el ritmo ni la velocidad para poder competir contra los Red Bull. Al final de la carrera, Rosberg terminó en el podio con su tercer puesto, puntuando por tercera carrera consecutiva y dándole a Mercedes-Benz su primer podio en la máxima categoría desde el año 1955. En China, Nico volvió a brillar y consiguió otro podio, completando un fantástico arranque de temporada.
No obstante, a partir de ahí el Mercedes MGP W01 perdió fuelle respecto a la competencia y Rosberg solo pudo obtener un nuevo podio en Silverstone y un cuarto puesto en Abu Dabi como mejores actuaciones, pero en contrapartida superó ampliamente a su compañero de equipo en la clasificación final.

##### 2011
Para esta temporada, Mercedes de nuevo vuelve a contar con Rosberg y Schumacher. Sin embargo, el comienzo de Nico no es bueno, ya el coche no es tan competitivo como lo fue en 2010.
Tuvo un muy mal arranque al quedarse las 2 primeras carreras sin puntuar. Pero en China, hace una excelente carrera, llegando a rodar primero, hasta que un problema con el combustible le aleja de lo que hubiese sido su primera victoria u otro podio, acabando 5.º. Llegada la gira en Europa, puntúa en 7 carreras, se queda fuera de los puntos en una y solo abandona en una. En Canadá, la carrera más complicada del año, rodaba en los puntos hasta que en las últimas vueltas daña el alerón y acabó 11.º. Llega la gira asiática y Nico logra puntuar en todas las pruebas. En Brasil también lo consigue.
En el tramo final, Schumacher se recuperó y luchó por alcanzarlo en la clasificación general, pero de nuevo por segundo año consecutivo, Rosberg logra superarlo otra vez. Al terminar la temporada, Nico renovó con Mercedes.

##### 2012: Primera victoria

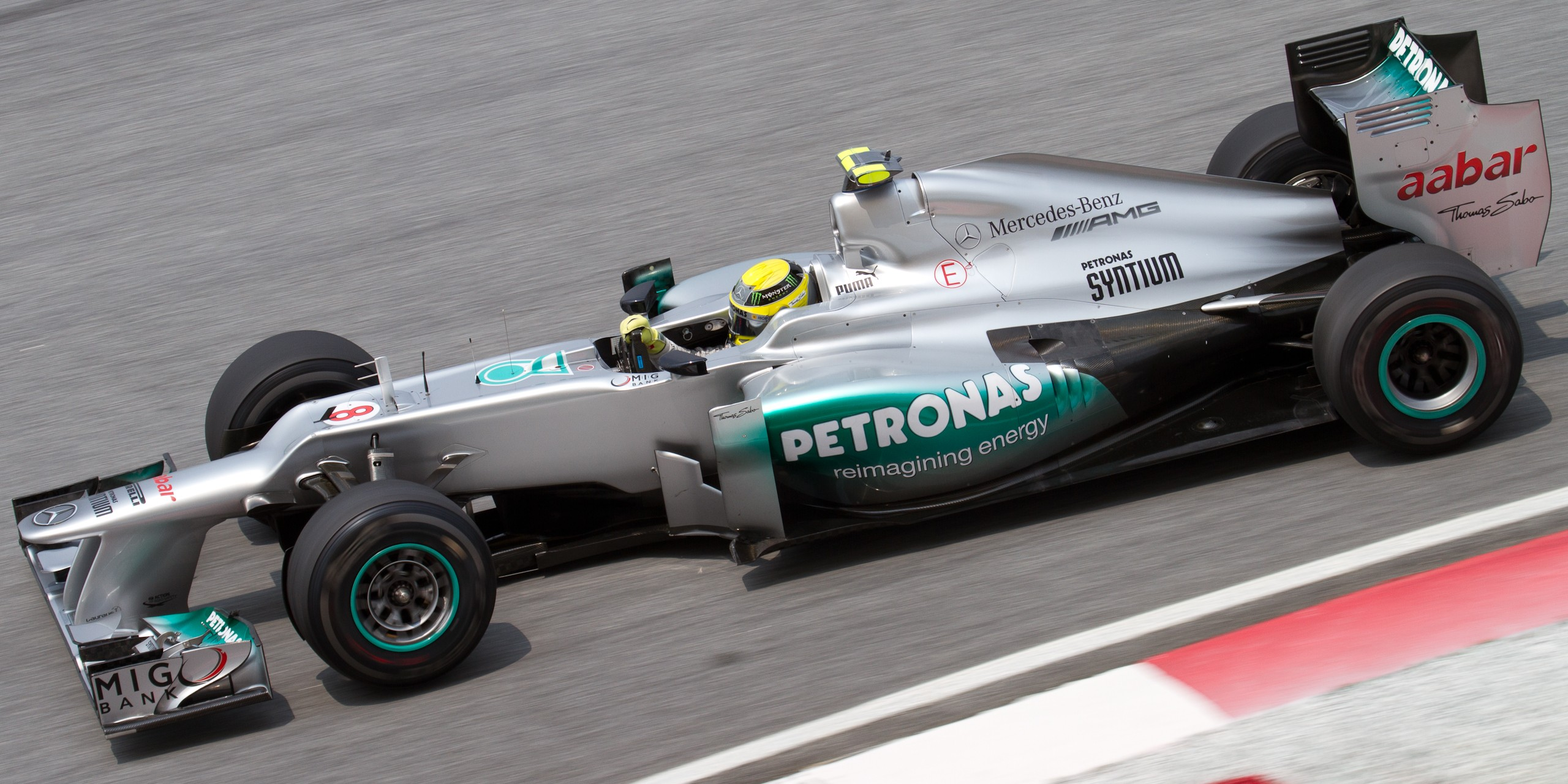
Rosberg durante el Gran Premio de Malasia.

Rosberg y Schumacher son de nuevo los pilotos oficiales de Mercedes para esta temporada.
El coche se mostró muy fuerte y competitivo en la pretemporada, pero en las 2 primeras carreras de año, Rosberg vuelve a tener otro mal comienzo al quedarse en las 2 sin puntuar. En la primera por un incidente en la vuelta final con Sergio Pérez y en la segunda por la fuerte lluvia torrencial.
Luego de 110 participaciones en la Fórmula 1 obtuvo su primera Pole Position en el Gran Premio de China. Rosberg hizo una gran sesión de clasificación logrado superar al segundo clasificado, el británico Lewis Hamilton, por más de medio segundo. En tercer lugar quedó su compañero de equipo Michael Schumacher. Debido a que Lewis Hamilton fue penalizado con cinco posiciones en la parrilla de salida, sanción causada por tener que sustituir la caja de cambios antes de lo establecido por la Normativa Deportiva de la Fórmula 1, ambos pilotos de Mercedes iniciaron la carrera desde la primera línea, hecho que no se concretaba desde el Gran Premio de Monza de 1955. El domingo, Rosberg dominó la carrera de principio a fin ganando con una ventaja de más de veinte segundos sobre el segundo clasificado, el británico Jenson Button, logrando al fin su primera victoria. Más adelante en la temporada vuelve a luchar por el triunfo en Mónaco, terminando la carrera en segundo puesto a menos de seis décimas de segundo detrás del australiano Mark Webber. Pero a partir de ahí, se repite la tónica de los dos años anteriores: El coche sufre un bajón, no es tan competitivo y solo puede aspirar a puntuar; quedándose además fuera de los puntos en las seis últimas carreras.

##### 2013
Su debut en 2013 fue decepcionante, puesto que una avería le obligó a abandonar en Australia cuando parecía llevar un buen ritmo. En Malasia, las órdenes del equipo le impiden atacar a Lewis Hamilton, teniendo que conformarse con el 4.º puesto, y en China sufre otro abandono por problemas mecánicos. En el GP de Baréin, Rosberg da la sorpresa y consigue la Pole Position, pero en la carrera no pudo mantener el mismo ritmo de carrera que el de sus rivales debido a la alta degradación de neumáticos de la cual sufría el F1 W04 desde inicios de temporada y terminó 9.º en la carrera. En Barcelona volvió a salir desde la posición preferente, pero nuevamente la carrera fue muy complicada para el piloto alemán, que sólo pudo obtener la sexta posición. A la tercera fue la vencida y Rosberg dominó de cabo a rabo el GP de Mónaco luego de lograr una brillante Pole Position el sábado, misma que logró convertir en victoria el domingo en medio de una caótica carrera. Esa fue su segunda victoria en la máxima categoría. Más adelante en la temporada vuelve a ganar en el circuito de Silverstone (Inglaterra), aprovechando los problemas de Hamilton y Vettel. En el GP de la India, regresó al podio, terminando en 2.º puesto. Volvió a hacer podio tras acabar tercero en Abu Dabi, para luego cerrar el campeonato con unos decepcionantes 9.º y 5.º puestos en Estados Unidos y Brasil, respectivamente. Acabó el campeonato en sexto puesto con un total de 171 puntos.

##### 2014: Inicio con esperanzas, pero final desastroso

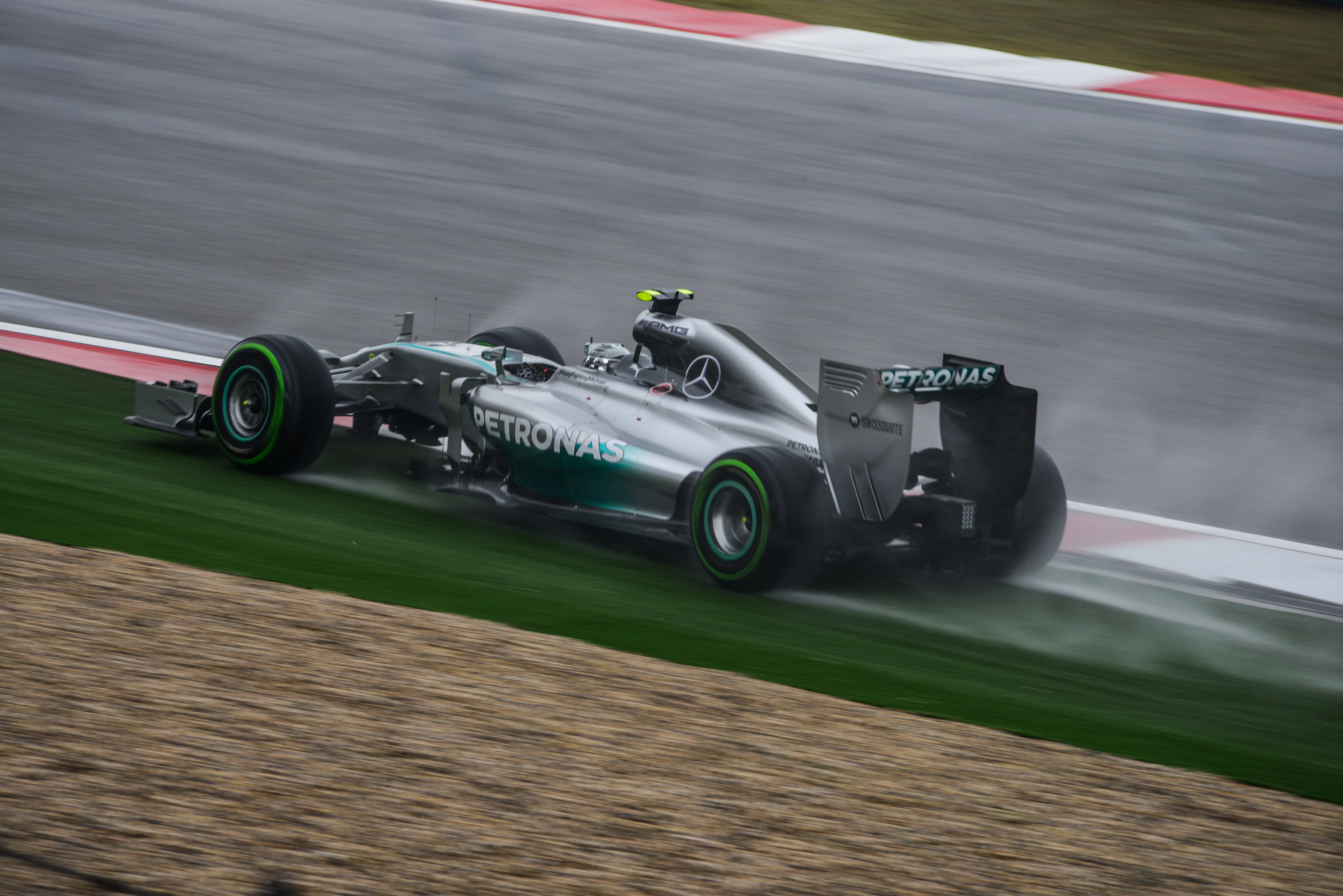
Rosberg el GP de China 2014.

Después de una sólida pretemporada, Rosberg comienza de la mejor forma posible al ganar el GP de Australia tras salir tercero y ponerse primero en la salida. Pese a que termina segundo las 4 siguientes carreras, por detrás de su compañero, recupera el liderato del mundial al vencer en Mónaco, aumentando la brecha en las siguientes pruebas hasta los 29 puntos después del GP de Bélgica, donde fue segundo y Lewis Hamilton no pudo terminar la prueba. Pero a partir de ahí, en la recta final del campeonato, Nico comete varios errores y sufre un abandono que le hacen perder el liderato y distanciarse bastante de Lewis Hamilton. Con cinco victorias, diez segundos puestos y un cuarto, el alemán resultó subcampeón frente al británico.

##### 2015: Más lejos de Hamilton
Tras una temporada 2014 en la que fue subcampeón, comienza la temporada haciendo varios podios seguidos: segundo en Australia, tercero en Malasia, segundo en China y tercero nuevamente en Baréin. Pese a que protagonizó un comienzo algo flojo, ya que su compañero Hamilton ganó 3 de las 4 primeras carreras y siempre estuvo por delante de Nico; Rosberg resurge con el comienzo de la temporada europea, con 2 victorias seguidas en el España y Mónaco y se pone a 10 puntos del liderato, mientras que en el Canadá queda segundo y cede 7 puntos. Sin embargo, consigue el primer puesto en el GP de Austria y vuelve a situarse a 10 puntos de su compañero. Tras protagonizar una gran carrera en los Alpes austríacos, en la que no pudo lograr la pole por un fallo suyo en el último intento de la Q3, el día de la carrera se puso primero en la primera curva y lideró más de 60 vueltas del Gran Premio con vuelta rápida incluida, manteniendo alejado a su compañero con un buen margen de ventaja, sin embargo luego de esta carrera empezó a tener malas actuaciones acompañadas de mala suerte, en el GP de Gran Bretaña ambos mercedes tuvieron problemas en la salida y fueron adelantados por ambos Williams en los primeros metros de carrera. Sin embargo esto no fue problema para su compañero que se encontraba en tercera posición por lo que pudo pasar al frente; luego de la primera parada debido a que el ritmo de los Williams no era muy superior al de los mercedes, mientras que Rosberg que paró una vuelta más tarde no logró ganarle la partida a los coches de su antiguo equipo por lo que tuvo que hacer el trabajo en la pista, en las últimas vueltas del Gran Premio comenzó a echarse encima de su compañero mientras una lluvia se acercaba al circuito pero al final de la carrera solo pudo ser segundo perdiendo de vuelta siete puntos con respecto a su compañero.

##### 2016: Campeón del Mundo y retirada
Con otro subcampeonato a la mano, Rosberg estaba decidido a ir por el campeonato y dejar atrás sus dos intentos fallidos. La temporada, mejor no la podía empezar que encajando 4 victorias consecutivas en las 4 primeras carreras (Australia, Baréin, China y Rusia), aprovechando que su compañero largó mal de la pole position en las 2 primeras carreras y sufrió percances mecánicos en las otras 2 durante la clasificación.
Nico llegaba a la primera cita europea con 43 puntos de ventaja sobre Lewis Hamilton. Y llegando ya el GP de España, de nuevo clasifica segundo, por detrás de Lewis. En la salida, Nico lo rebasa, pero Lewis trata de devolverle la jugada antes de llegar a la curva 4, pero Rosberg cierra demasiado, enviando a su compañero al pasto, ocasionando un trompo y a la vez causando el abandono de ambos. De nuevo, ambos pilotos de Mercedes volvían a causar un incidente de carrera y ocasionando un ambiente tenso en el equipo, algo similar de lo que se vio en Spa en 2014. En Mónaco, clasifica por delante su compañero y por detrás de Daniel Ricciardo, quien había obtenido su primera pole en la Fórmula 1. Pero en la carrera, Nico muestra un rendimiento regular en mojado, y con el tráfico que se encontró después de que la pista se secara, tan solo pudo ser séptimo. Llegando al continente americano, en el GP de Canadá, de nuevo es segundo por detrás de su compañero.

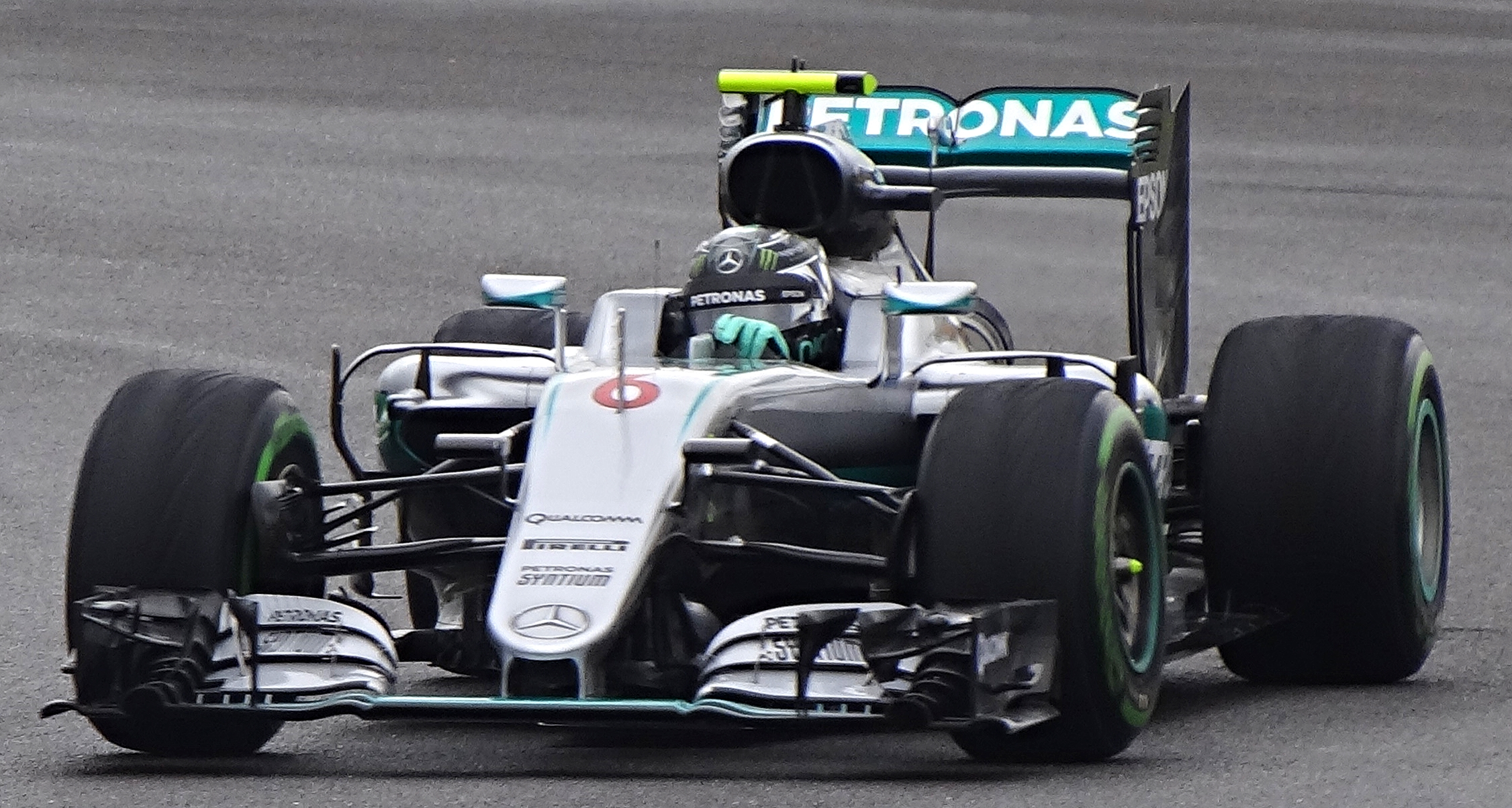
Rosberg en el Gran Premio de Gran Bretaña de 2016.

En la carrera, tanto él como Hamilton, son adelantados por Sebastian Vettel en la salida, pero Lewis le cierra la puerta a Nico en la primera curva, sacándolo de pista y regresando a ella con muchas posiciones pérdidas. A pesar de remontar luego de ese percance, el podio se le quedó demasiado lejos, puesto que no pudo adelantar a Max Verstappen en el tramo final de la carrera, acabando en quinta posición. En el regreso del GP de Europa, tras 4 años de ausencia, en el debutante Circuito Callejero de Bakú, consigue de nuevo la pole, aprovechando que Hamilton, dañó uno de sus neumáticos en su vuelta de clasificación. En carrera, Nico domina sin problemas y consigue su quinta victoria de la temporada. En Austria, clasifica segundo, pero el cambiar la caja de cambios, le lleva a perder 5 posiciones, teniendo que partir séptimo. En carrera, Nico logra remontar y después de un auto de seguridad ocasionado por Vettel, logra rodar primero hasta las últimas vueltas, donde disputa la victoria con su compañero. Pero en la última vuelta, llegando a la curva 2, ocasionan un nuevo incidente entre ambos, rompiendo el alerón de Nico y cruzando la meta sin este en cuarta posición. Luego sería sancionado con 10 segundos por el incidente, pero no perdió ninguna posición, ya que le había sacado ventaja suficiente a Ricciardo.
En Silverstone, es segundo de nuevo en la fase de clasificación, y en carrera, la lluvia hace presencia a último momento, y como en el principado, Rosberg vuelve a tener otro pobre rendimiento y Verstappen lo adelanta. Llegando el piso seco, Nico se mantuvo varias vueltas detrás del holandés, lo cual hizo que la victoria de nuevo se le escapase de sus manos. Acabaría la carrera segundo, pero un uso indebido en la comunicación con su ingeniero hizo que perdiera el segundo puesto, bajando a la tercera posición. Nico llegaba al GP de Hungría, con solamente un punto de ventaja sobre Lewis. Consigue la pole, luego de que nadie pudiese mejorar sus tiempos, debido a un trompo ocasionado por Fernando Alonso. Pero en carrera hace una salida regular, perdiendo la primera posición con Hamilton y acabando la carrera en segundo lugar y perdiendo por primera vez en la temporada el liderato en el mundial de pilotos.
Y para cerrar la primera parte de la temporada, en el GP de Alemania, vuelve a conseguir la pole, pero en carrera, nuevamente vuelve a hacer una mala salida, perdiendo posición tanto con su compañero, como con los dos pilotos de Red Bull, acabando la carrera en cuarto lugar. De esta forma, Nico cerraba el primer tramo del año, en segundo lugar, por detrás de Hamilton con 19 puntos de diferencia. En el regreso de las vacaciones, y en las 2 últimas citas europeas, Nico se lleva la victoria en ambas citas (Spa y Monza), debido a que Lewis en una tuvo que cambiar partes de su motor y en la otra hizo una mala arrancada saliendo de la pole. De esta forma, empezaba la gira asiática para el alemán con 2 puntos de diferencia sobre su compañero. En Singapur, consigue la pole y una victoria muy sufrida, teniendo que aguantar con sus neumáticos ya desgastados en el tramo final y el acecho también de Daniel Ricciardo.
En Malasia, ya de nuevo como líder del mundial, con 8 puntos de diferencia sobre su compañero, sale segundo pero es tocado por detrás por Sebastian Vettel, dejando a Nico último y abandonando el de Ferrari. Pero la suerte le acompañaría nuevamente, ya que a pesar de la remontada, el motor dejaba tirado a Hamilton en la vuelta 40, acabando en tercera posición, por detrás de los pilotos de Red Bull y ampliando su ventaja a 23 puntos. En Japón, por escasas milésimas consigue la pole y en carrera, consigue su novena y última victoria de la temporada, ampliando la distancia a 33 puntos sobre su compañero. Y en suelo americano nuevamente y acabando en las 3 citas (EUA, México y Brasil), en segunda posición, por detrás de su compañero y recortando la distancia a tan solo 12 puntos, finalmente, la tan ansiada corona llegaría en el GP de Abu Dabi, donde Nico, de una forma muy batallada y sufrida al final, logró culminar en segunda posición por cuarta vez consecutiva, proclamándose campeón mundial por primera vez, con 5 puntos de ventaja sobre Lewis y acabando con el dominio que traía el británico en las dos temporadas anteriores.

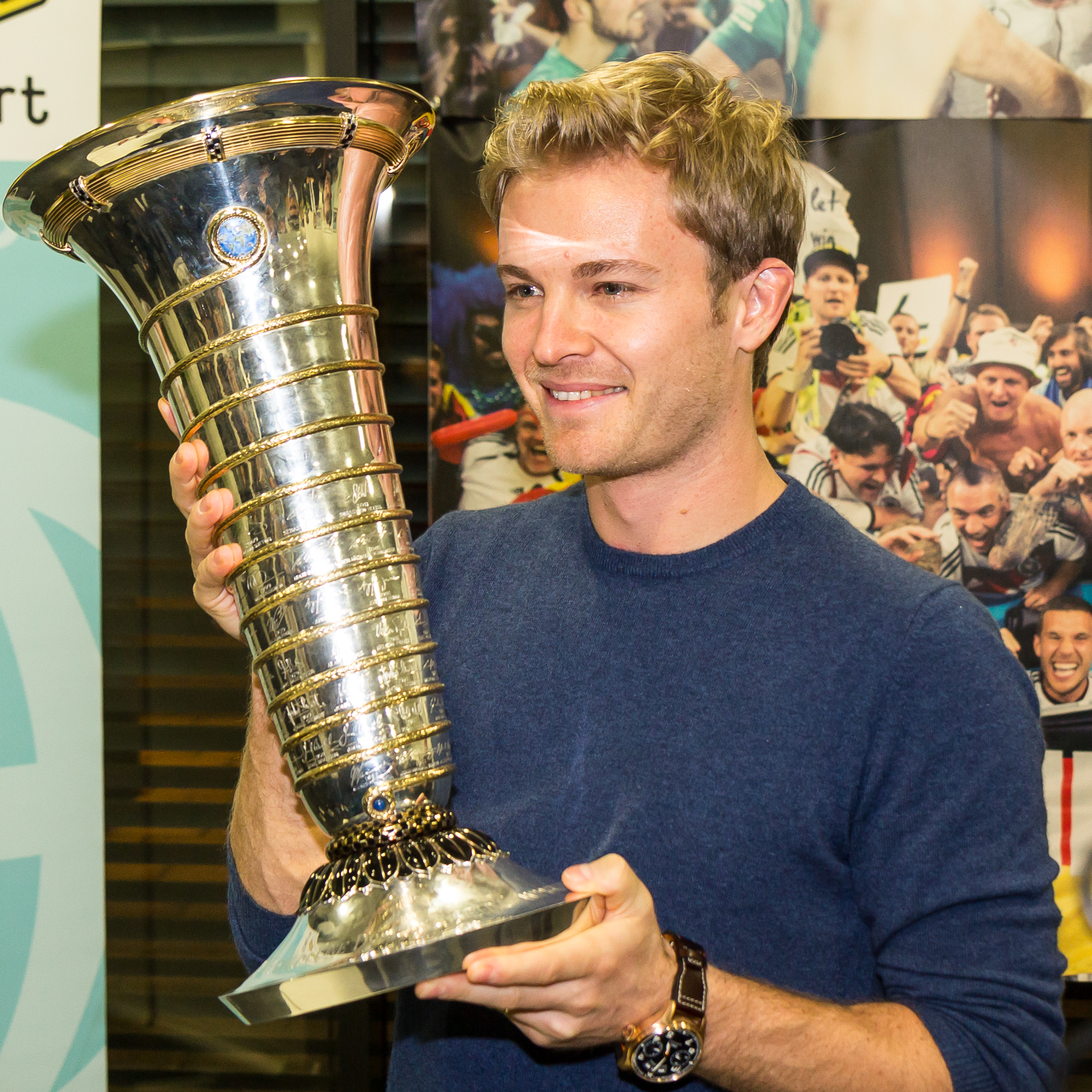
Nico Rosberg posando con el trofeo de ganador del Campeonato de Pilotos 2016.

El día 2 de diciembre de 2016, anunció por sus redes sociales su retirada de Fórmula 1. Según fuentes cercanas al alemán, este habría tomado la decisión de retirarse después de ganar en Japón y si lograba ganar el campeonato luego de tener en ese momento un colchón de 33 puntos de ventaja con su compañero de equipo y más cercano rival.
Cuatro años después, estableció Rosberg X Racing para competir en la serie de carreras todoterreno SUV totalmente eléctricas Extreme E a partir de la temporada 2021 en adelante. Entró en la serie debido a su acción de carreras prometida y quería ayudar a combatir colectivamente algunos de los efectos del cambio climático.

## Resumen de carrera
| Temporada    | Categoría                      | Equipo                        | Carreras          | Victorias         | Poles             | VR                | Podios            | Puntos            | Pos.              |
| ------------ | ------------------------------ | ----------------------------- | ----------------- | ----------------- | ----------------- | ----------------- | ----------------- | ----------------- | ----------------- |
| 2001         | Fórmula BMW Júnior Copa Iberia |                               | 3                 | 0                 | 0                 | 0                 | 0                 | 38                | 18.º              |
| 2002         | Fórmula BMW ADAC               | VIVA Racing                   | 20                | 9                 | 5                 | 1                 | 13                | 264               | 1.º               |
| 2003         | Fórmula 3 Euroseries           | Team Rosberg                  | 20                | 1                 | 1                 | 2                 | 5                 | 45                | 8.º               |
| 2003         | Masters de Fórmula 3           | Team Rosberg                  | 1                 | 0                 | 0                 | 0                 | 0                 | N/A               | NC                |
| 2003         | Gran Premio de Macao           | Carlin Motorsport             | 1                 | 0                 | 0                 | 0                 | 0                 | N/A               | NC                |
| 2003         | Corea Super Prix               | Carlin Motorsport             | 1                 | 0                 | 0                 | 0                 | 0                 | N/A               | 11.º              |
| 2004         | Fórmula 3 Euroseries           | Team Rosberg                  | 19                | 3                 | 2                 | 2                 | 5                 | 70                | 4.º               |
| 2004         | Gran Premio de Macao           | Team Rosberg                  | 1                 | 0                 | 0                 | 0                 | 0                 | N/A               | NC                |
| 2004         | Masters de Fórmula 3           | Team Rosberg                  | 1                 | 0                 | 0                 | 0                 | 0                 | N/A               | 6.º               |
| 2004         | Baréin Superprix               | Team Rosberg                  | 1                 | 0                 | 0                 | 0                 | 1                 | N/A               | 2.º               |
| 2005         | GP2 Series                     | ART Grand Prix                | 23                | 5                 | 4                 | 5                 | 12                | 120               | 1.º               |
| 2005         | Fórmula 1                      | BMW Williams F1 Team          | Piloto de pruebas | Piloto de pruebas | Piloto de pruebas | Piloto de pruebas | Piloto de pruebas | Piloto de pruebas | Piloto de pruebas |
| 2006         | Fórmula 1                      | Williams F1 Team              | 18                | 0                 | 0                 | 1                 | 0                 | 4                 | 17.º              |
| 2007         | Fórmula 1                      | AT&T Williams                 | 17                | 0                 | 0                 | 0                 | 0                 | 20                | 9.º               |
| 2008         | Fórmula 1                      | AT&T Williams                 | 18                | 0                 | 0                 | 0                 | 2                 | 17                | 13.º              |
| 2009         | Fórmula 1                      | AT&T Williams                 | 17                | 0                 | 0                 | 1                 | 0                 | 34.5              | 7.º               |
| 2010         | Fórmula 1                      | Mercedes GP Petronas F1 Team  | 19                | 0                 | 0                 | 0                 | 3                 | 142               | 7.º               |
| 2011         | Fórmula 1                      | Mercedes GP Petronas F1 Team  | 19                | 0                 | 0                 | 0                 | 0                 | 89                | 7.º               |
| 2012         | Fórmula 1                      | Mercedes AMG Petronas F1 Team | 20                | 1                 | 1                 | 2                 | 2                 | 93                | 9.º               |
| 2013         | Fórmula 1                      | Mercedes AMG Petronas F1 Team | 19                | 2                 | 3                 | 0                 | 4                 | 171               | 6.º               |
| 2014         | Fórmula 1                      | Mercedes AMG Petronas F1 Team | 19                | 5                 | 11                | 5                 | 15                | 317               | 2.º               |
| 2015         | Fórmula 1                      | Mercedes AMG Petronas F1 Team | 19                | 6                 | 7                 | 5                 | 15                | 322               | 2.º               |
| 2016         | Fórmula 1                      | Mercedes AMG Petronas F1 Team | 21                | 9                 | 8                 | 6                 | 16                | 385               | 1.º               |
| Referencias: |                                |                               |                   |                   |                   |                   |                   |                   |                   |

## Resultados

### Fórmula BMW ADAC
(Clave) (negrita indica pole position) (cursiva indica vuelta rápida)

| Año  | Equipo      | 1     | 2       | 3       | 4       | 5        | 6        | 7       | 8       | 9       | 10    | 11      | 12      | 13      | 14      | 15      | 16       | 17    | 18      | 19    | 20      | Pos. | Puntos |
| ---- | ----------- | ----- | ------- | ------- | ------- | -------- | -------- | ------- | ------- | ------- | ----- | ------- | ------- | ------- | ------- | ------- | -------- | ----- | ------- | ----- | ------- | ---- | ------ |
| 2002 | VIVA Racing | HOC 1 | HOC 2 1 | ZOL 1 2 | ZOL 2 1 | SAC 1 11 | SAC 2 11 | NÜR 1 3 | NÜR 2 1 | NOR 1 4 | NOR 2 | LAU 1 7 | LAU 2 5 | NÜR 1 3 | NÜR 2 1 | A1R 1 5 | A1R 2 17 | ZAN 1 | ZAN 2 1 | HOC 1 | HOC 2 1 | 1.º  | 264    |

### Fórmula 3 Euroseries
(Clave) (negrita indica pole position) (cursiva indica vuelta rápida)

| Año     | Equipo       | Chasis           | Motor       | 1         | 2       | 3         | 4       | 5        | 6         | 7         | 8         | 9       | 10       | 11        | 12      | 13      | 14      | 15        | 16        | 17      | 18       | 19      | 20        | Pos. | Puntos |
| ------- | ------------ | ---------------- | ----------- | --------- | ------- | --------- | ------- | -------- | --------- | --------- | --------- | ------- | -------- | --------- | ------- | ------- | ------- | --------- | --------- | ------- | -------- | ------- | --------- | ---- | ------ |
| 2003    | Team Rosberg | Dallara F303/005 | Spiess-Opel | HOC 1 Ret | HOC 2 3 | ADR 1 Ret | ADR 2   | PAU 1 15 | PAU 2 17  | NOR 1 8   | NOR 2 Ret | LMS 1   | LMS 2 11 | NÜR 1 Ret | NÜR 2 3 | A1R 1 8 | A1R 2 3 | ZAN 1 18  | ZAN 2 8   | HOC 1 7 | HOC 2 14 | MAG 1 6 | MAG 2 Ret | 8.º  | 45     |
| 2004    | Team Rosberg | Dallara F303/006 | Spiess-Opel | HOC 1     | HOC 2 1 | EST 1 Ret | EST 2 4 | ADR 1 5  | ADR 2 Ret | PAU 1 Ret | PAU 2 Ret | NOR 1 4 | NOR 2 17 | MAG 1 6   | MAG 2   | NÜR 1   | NÜR 2 3 | ZAN 1 Ret | ZAN 2 DNS | BRN 1 4 | BRN 2 11 | HOC 1 8 | HOC 2 8   | 4.º  | 70     |
| Fuente: |              |                  |             |           |         |           |         |          |           |           |           |         |          |           |         |         |         |           |           |         |          |         |           |      |        |

### GP2 Series
(Clave) (negrita indica pole position) (cursiva indica vuelta rápida puntuable)

| Año  | Escudería      | 1   | 1   | 2   | 2   | 3   | 3   | 4   | 4   | 5   | 5   | 6   | 6   | 7   | 7   | 8   | 8   | 9   | 9   | 10  | 10  | 11  | 11  | 12  | 12  | Pos. | Puntos | Ref.   |
| ---- | -------------- | --- | --- | --- | --- | --- | --- | --- | --- | --- | --- | --- | --- | --- | --- | --- | --- | --- | --- | --- | --- | --- | --- | --- | --- | ---- | ------ | ------ |
| 2005 |                | IMO | IMO | BAR | BAR | MON | MON | NÜR | NÜR | MAG | MAG | SIL | SIL | HOC | HOC | BUD | BUD | EST | EST | MNZ | MNZ | SPA | SPA | SAK | SAK | 1.º  | 120    | [ 50 ] |
| 2005 | ART Grand Prix | 8   | Ret | 9   | 4   | 3   | 3   | 3   | 4   | 7   | 1   | 1   | 4   | 1   | 4   | 5   | 2   | 17  | 3   | 2   | 2   | 3   | 5   | 1   | 1   | 1.º  | 120    | [ 50 ] |

### Fórmula 1
(Clave) (negrita indica pole position) (cursiva indica vuelta rápida)

| Año     | Escudería                     | 1       | 2       | 3       | 4       | 5       | 6       | 7       | 8      | 9       | 10      | 11     | 12      | 13      | 14      | 15      | 16      | 17      | 18      | 19     | 20     | 21    | Pos. | Puntos |
| ------- | ----------------------------- | ------- | ------- | ------- | ------- | ------- | ------- | ------- | ------ | ------- | ------- | ------ | ------- | ------- | ------- | ------- | ------- | ------- | ------- | ------ | ------ | ----- | ---- | ------ |
| 2006    | Williams F1 Team              | BHR 7   | MYS Ret | AUS Ret | SMR 11  | EUR 7   | ESP 11  | MON Ret | GBR 9  | CAN Ret | USA 9   | FRA 14 | GER Ret | HUN Ret | TUR Ret | ITA Ret | CHN 11  | JPN 10  | BRA Ret |        |        |       | 17.º | 4      |
| 2007    | AT&T Williams                 | AUS 7   | MYS Ret | BHR 10  | ESP 6   | MON 12  | CAN 10  | USA 16† | FRA 9  | GBR 12  | EUR Ret | HUN 7  | TUR 7   | ITA 6   | BEL 6   | JPN Ret | CHN 16  | BRA 4   |         |        |        |       | 9.º  | 20     |
| 2008    | AT&T Williams                 | AUS 3   | MYS 14  | BHR 8   | ESP Ret | TUR 8   | MON Ret | CAN 10  | FRA 16 | GBR 9   | GER 10  | HUN 14 | EUR 8   | BEL 12  | ITA 14  | SIN 2   | JPN 11  | CHN 15  | BRA 12  |        |        |       | 13.º | 17     |
| 2009    | AT&T Williams                 | AUS 6   | MYS 8   | CHN 15  | BHR 9   | ESP 8   | MON 6   | TUR 5   | GBR 5  | GER 4   | HUN 4   | EUR 5  | BEL 8   | ITA 16  | SIN 11  | JPN 5   | BRA Ret | ABU 9   |         |        |        |       | 7.º  | 34.5   |
| 2010    | Mercedes GP Petronas F1 Team  | BHR 5   | AUS 5   | MYS 3   | CHN 3   | ESP 13  | MON 7   | TUR 5   | CAN 6  | EUR 10  | GBR 3   | GER 8  | HUN Ret | BEL 6   | ITA 5   | SIN 5   | JPN 17† | RCO Ret | BRA 6   | ABU 4  |        |       | 7.º  | 142    |
| 2011    | Mercedes GP Petronas F1 Team  | AUS Ret | MYS 12  | CHN 5   | TUR 5   | ESP 7   | MON 11  | CAN 11  | EUR 7  | GBR 6   | GER 7   | HUN 9  | BEL 6   | ITA Ret | SIN 7   | JPN 10  | RCO 8   | IND 6   | ABU 6   | BRA 7  |        |       | 7.º  | 89     |
| 2012    | Mercedes AMG Petronas F1 Team | AUS 12  | MYS 13  | CHN 1   | BHR 5   | ESP 7   | MON 2   | CAN 6   | EUR 6  | GBR 15  | GER 10  | HUN 10 | BEL 11  | ITA 7   | SIN 5   | JPN Ret | RCO Ret | IND 11  | ABU Ret | USA 13 | BRA 15 |       | 9.º  | 93     |
| 2013    | Mercedes AMG Petronas F1 Team | AUS Ret | MYS 4   | CHN Ret | BHR 9   | ESP 6   | MON 1   | CAN 5   | GBR 1  | GER 9   | HUN 19† | BEL 4  | ITA 6   | SIN 4   | RCO 7   | JPN 8   | IND 2   | ABU 3   | USA 9   | BRA 5  |        |       | 6.º  | 171    |
| 2014    | Mercedes AMG Petronas F1 Team | AUS 1   | MYS 2   | BHR 2   | CHN 2   | ESP 2   | MON 1   | CAN 2   | AUT 1  | GBR Ret | GER 1   | HUN 4  | BEL 2   | ITA 2   | SIN Ret | JPN 2   | RUS 2   | USA 2   | BRA 1   | ABU 14 |        |       | 2.º  | 317    |
| 2015    | Mercedes AMG Petronas F1 Team | AUS 2   | MYS 3   | CHN 2   | BHR 3   | ESP 1   | MON 1   | CAN 2   | AUT 1  | GBR 2   | HUN 8   | BEL 2  | ITA 17† | SIN 4   | JPN 2   | RUS Ret | USA 2   | MEX 1   | BRA 1   | ABU 1  |        |       | 2.º  | 322    |
| 2016    | Mercedes AMG Petronas F1 Team | AUS 1   | BHR 1   | CHN 1   | RUS 1   | ESP Ret | MON 7   | CAN 5   | EUR 1  | AUT 4   | GBR 3   | HUN 2  | GER 4   | BEL 1   | ITA 1   | SIN 1   | MYS 3   | JPN 1   | USA 2   | MEX 2  | BRA 2  | ABU 2 | 1.º  | 385    |
| Fuente: |                               |         |         |         |         |         |         |         |        |         |         |        |         |         |         |         |         |         |         |        |        |       |      |        |